# Maissana
Maissana (im Ligurischen: Maissànna) ist eine italienische Gemeinde mit 589 Einwohnern (Stand 31. Dezember 2023) in der Region Ligurien. Politisch liegt sie in der Provinz La Spezia.
Maissana gehört zu der Comunità Montana dell’Alta Val di Vara.
Die Wirtschaft Maissanas basiert größtenteils auf der Landwirtschaft.

## Weblinks

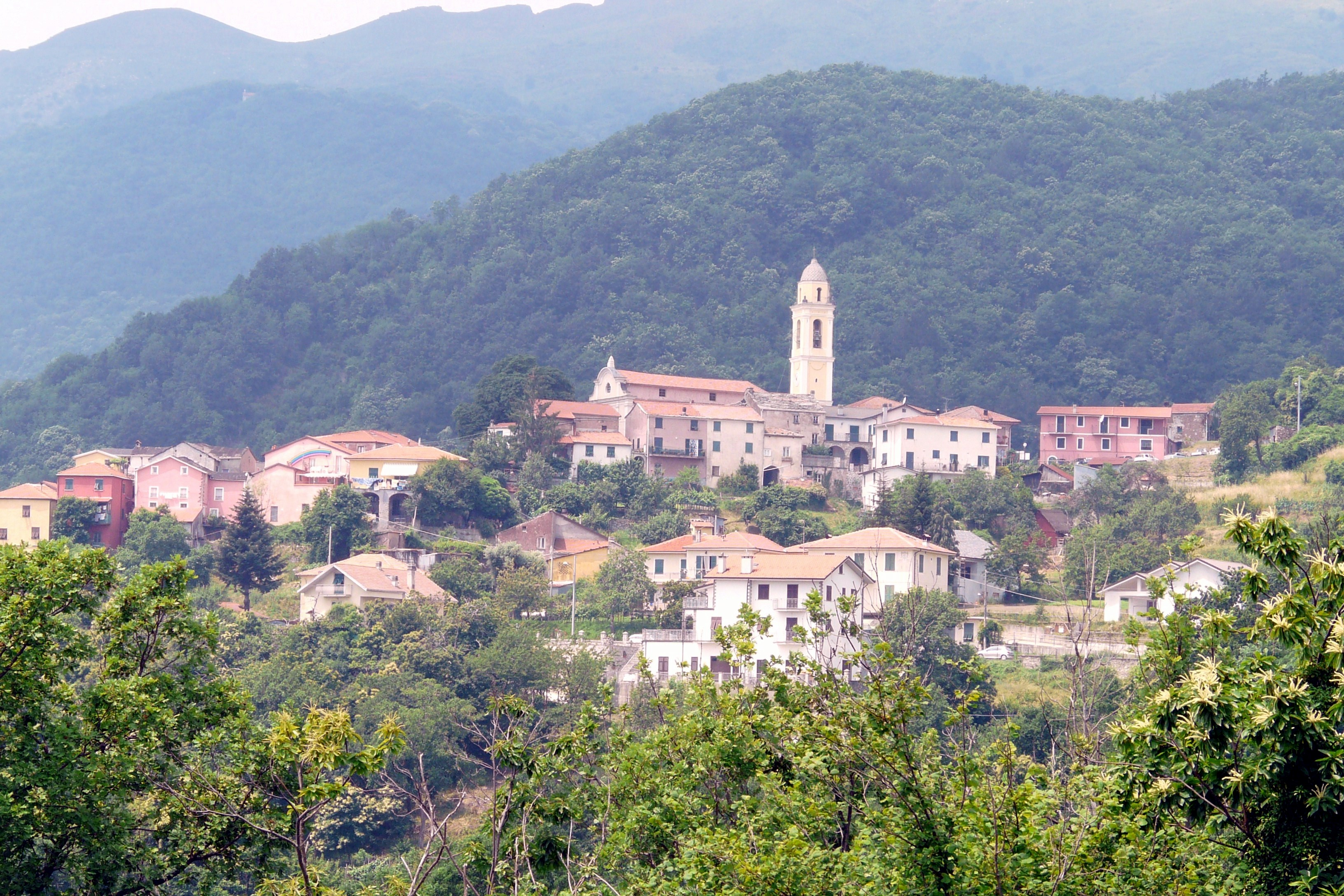
Blick auf den Ortsteil Ossegna